# Альтамонт (Теннессі)
Альтамонт (англ. Altamont) — місто (англ. town) в США, в окрузі Ґранді штату Теннессі. Населення — 1117 осіб (2020).

## Географія
Альтамонт розташований за координатами 35°25′58″ пн. ш. 85°44′36″ зх. д. / 35.43278° пн. ш. 85.74333° зх. д. (35.432656, -85.743432).  За даними Бюро перепису населення США в 2010 році місто мало площу 52,21 км², уся площа — суходіл.

## Демографія
Згідно з переписом 2010 року, у місті мешкало 1045 осіб у 406 домогосподарствах у складі 280 родин. Густота населення становила 20 осіб/км².  Було 460 помешкань (9/км²).
Расовий склад населення:
| - 98,5 % — білих - 0,6 % — корінних американців |

До двох чи більше рас належало 0,3 %. Частка іспаномовних становила 1,0 % від усіх жителів.
За віковим діапазоном населення розподілялося таким чином: 22,5 % — особи молодші 18 років, 61,0 % — особи у віці 18—64 років, 16,5 % — особи у віці 65 років та старші. Медіана віку мешканця становила 39,4 року. На 100 осіб жіночої статі у місті припадало 104,5 чоловіків;  на 100 жінок у віці від 18 років та старших — 105,1 чоловіків також старших 18 років.
Середній дохід на одне домашнє господарство  становив 35 290 доларів США (медіана — 25 641), а середній дохід на одну сім'ю — 39 975 доларів (медіана — 32 083). За межею бідності перебувало 31,3 % осіб, у тому числі 41,1 % дітей у віці до 18 років та 24,6 % осіб у віці 65 років та старших.
Цивільне працевлаштоване населення становило 326 осіб. Основні галузі зайнятості: виробництво — 30,7 %, роздрібна торгівля — 14,1 %, освіта, охорона здоров'я та соціальна допомога — 12,6 %, будівництво — 12,3 %.